# Louis Abel Girardot
Pour les articles homonymes, voir Girardot.
Louis-Abel Girardot, né à Châtelneuf  le 7 août 1848 et mort à Lons-le-Saunier  le 4 avril 1937, est un enseignant, géologue et archéologue jurassien français. Il a contribué à la description d'un certain nombre de formations géologiques de sa région : Jurassique inférieur (Lias, Oolithique inférieur), Jurassique supérieur (Oxfordien, Oolithique supérieur), terrains post-jurassiques, Crétacé, terrains tertiaires (région de Châtelneuf) et quaternaires. Il a réalisé des observations concernant le Paléolithique et surtout le Néolithique (cité lacustre du lac de Chalain), l’âge du bronze et les origines de Lons-le-Saunier. 

## Biographie
Né en 1848 à Châtelneuf d’un père instituteur, il entre en 1869 au polytechnicum de Zurich. Après une rencontre avec Paul Choffat et Marcel Alexandre Bertrand, chargés de mission dans la région, il entreprend une étude géologique régionale du Jura méridional.
De 1876 à 1878, il est instituteur à Châtelneuf où il succède à son père, puis à Pannessières. Il découvre, en 1878, le site préhistorique de Ney, un abri sous roche renfermant de nombreux objets de la fin du Néolithique et du début de l'âge du bronze.
Il publie les résultats de ses premiers travaux en 1881 et 1883 dans la revue de la Société d’Émulation du Jura puis effectue une mission sur les mouvements du sol observés dans la combe d’Ain (entre Pont-du-Navoy et Clairvaux-les-Lacs). 
En 1883, 1885, 1886 et 1890, des mesures de nivellement à Doucier seront effectuées par les Ponts et chaussées de Lons-le-Saunier afin d'expliquer les mouvements de terrains observés par les habitants. Grâce aux indications et aux fouilles effectuées par François Félicien Paget, géomètre et maire de Songeson, ayant déjà participé aux découvertes préhistoriques du site de Ney, un tumulus sera découvert à Menétrux-en-Joux en 1887.
En 1888 a lieu à Lons-le-Saunier, une réunion de la société géologique de France en présence de Marcel Alexandre Bertrand. De 1888-1896, Abel Girardot publie cinq articles dans le Bulletin de la Société d’Émulation du Jura relatant ses découvertes archéologiques - notamment des vestiges romains - sur le plateau de Chatelneuf. L'archéologue fait d'abord un inventaire des antiquités celtiques et gallo-romaines observées sur le plateau de Chatelneuf. Il détaille ensuite les fouilles qu'il a entreprises sur le Chatelet de Chatelneuf (mise au jour d'un fossé avec parapet, d'un foyer, de pointes de flèches et d'autres mobiliers). Dans la partie suivante du document, il présente les tumulus à incinérations de Ménétrux-en-Joux et les poteries celtiques mises au jour. Il aborde ensuite la question des voies de communication traversant le plateau de Chatelneuf. Girardot salue le travail de ses prédécesseurs Désiré Monnier et Édouard Clerc qui ont donné une impulsion vigoureuse aux recherches archéologiques dans le Jura.
En 1893, Abel Girardot effectue des fouilles sur les niveaux paléolithiques de la grotte d’Arlay découverte en 1890. La même année, au congrès de l'Association de l'avancement des sciences (congrès de Besançon), il publie une étude sur le système jurassique des environs de Lons-Le-Saunier.
Il est nommé conservateur du musée archéologique de Lons-le-Saunier le 31 décembre 1896.
En 1897, il découvre la villa gallo-romaine de Pannessières. En 1900 se situent les découvertes du camp de Montmorot et du tumulus de Montciel.
En 1879, l'hypothèse de l’existence de sites archéologiques au bord du lac de Chalain se précise et c'est en 1904 que l’instituteur Potard trouve une pirogue conservée au musée archéologique de Lons-le-Saunier ainsi que divers objets rachetés par la Société d’Émulation du Jura.
En 1910, il publie la première partie d'un ouvrage: Les origines de Lons-le-Saunier et la préhistoire lédonienne dont la seconde partie paraîtra en 1913.
Cette même année, Girardot organise et préside le comité local du IXe Congrès de la Société Préhistorique française à Lons-le-Saunier. Louis Abel Girardot décède à Lons en 1937.

## Œuvres
- 1879, «  Notice sur la station préhistorique de Ney  », Bulletin de la Société d'émulation du Jura.
- 1880, «  Note sur des mouvements du sol qui se produisent actuellement dans le Jura, Bulletin de la Société d'émulation du Jura.
- 1886-1887, « Réunion de la Société Géologique de France dans le Jura méridional  », Bulletin de la Société d'émulation du Jura.
- 1886-1887, «  Découverte du gisement de végétaux tertiaires de Grüsse  », avec M. Buclin, Bulletin de la Société d'émulation du Jura.
- 1888-1889, Les tumulus de Ménétrux - Notes sur le plateau de Chatelneuf avant le Moyen Âge, Mémoire de la société d’émulation du Jura.
- 1890, «  Note sur l'étude des mouvements lents du sol dans le Jura  », Bulletin de la Société d'émulation du Jura.
- 1890, «  Notes sur le Purberkien inférieur de Narlay  », Bulletin de la Société d'émulation du Jura.
- 1890, Coupe des étages inférieurs du système Jurassique dans les environs de Lons-le-Saunier, Lons-le-Saumier, Lucien Declume (lire en ligne)
- 1893, «  Coupe des étages inférieurs du système jurassique dans la région de Lons précédé d’un historique de la géologie jurassienne  », Bulletin de la Société d'émulation du Jura.
- 1893, « Sur le système jurassique des environs de Lons-Le-Saunier - Considérations relatives au régime de la mer jurassique », Association française de l'avancement des sciences, Congrès de Besançon 1893.
- 1897, «  Pannessières, habitation Gallo-Romaine  », Bulletin de la Société d'émulation du Jura.
- 1913, «  Les origines de Lons et la préhistoire lédonienne  », Bulletin de la Société d'émulation du Jura.

## Sources
- Louis Abel Girardot, « Réunion de la Société géologique de France dans le Jura méridional en 1885 », Bulletin de la Société d'émulation du Jura, 1886.
- Émile Monot, «  Souvenirs personnels sur M. Louis Abel Girardot  », Bulletin de la Société d'émulation du Jura, 1937.
- Abbé Perrod, «  M. Louis Abel Girardot, professeur honoraire au lycée, conservateur du musée de Lons  », Bulletin de la Société d'émulation du Jura, 1937.
- A. Romieux, «  Sur la précision des observations entreprises pour l'étude des mouvements du sol à Doucier (Jura)  », Congrès des Sociétés Savantes de 1890, section de Géographie historique et description.